# Veículos e Máquinas Agrícolas
Veículos e Máquinas Agrícolas (beter bekend onder zijn acroniem Vemag) was een Braziliaanse autofabrikant, opgericht in 1945 en gevestigd in São Paulo.

## Geschiedenis
Het bedrijf werd in 1945 opgericht als Distribuidora de Automóveis Studebaker Ltda. met hoofdzetel in São Paulo om voertuigen van Studebaker te assembleren die uit de VS geïmporteerd werden in SKD-vorm.
In 1952 veranderde het bedrijf zijn naam in Distribuidora Vemag S.A. en werd het de officiële vertegenwoordiger van de Zweedse vrachtwagens en autobussen van Scania-Vabis.
Na een uitbreiding van zijn industriële faciliteiten in 1953 startte het bedrijf naast de productie van Studebaker-voertuigen ook met het assembleren van Scania-vrachtwagens en tractoren van Massey Ferguson.
In 1955 veranderde de bedrijfsnaam in Veículos e Máquinas Agrícolas S.A. (kortweg Vemag) en sloot het bedrijf een licentieovereenkomst met Auto-Union om DKW-voertuigen op de Braziliaanse markt te brengen onder de merknaam DKW-Vemag. Met de lancering van de DKW-Vemag Camioneta, een stationwagen gebaseerd op de DKW F91 Universal, werd Vemag in 1956 de pionier in de productie van personenwagens in Brazilië.
In de daaropvolgende jaren bracht Vemag een aantal modellen op de Braziliaanse markt op basis van de eenvoudige en robuuste DKW-mechanica, waaronder de Belcar sedan, de Vemaguet, Caiçara en Pracinha stationwagens, de Candango jeep en de Fissore sedan. Over een periode van elf jaar produceerde Vemag in totaal iets meer dan 115.000 voertuigen. De voertuigen van Vemag vormden tevens de basis voor de modellen van de Braziliaanse automerken Malzone en Puma.
Er werd ook een uniek prototype ontwikkeld om snelheidsrecords te vestigen, de Carcará, waarvan het snelheidsrecord voor 1000cc-motoren uit 1966 van 212,903 km/u tot in de 21e eeuw onverslagen bleef.
De productie eindigde in 1967 toen Volkswagen do Brasil het bedrijf overnam.

## Modellen van DKW-Vemag
Het eerste model was de Camioneta. Deze tweedeurs stationwagen, die overeenkwam met de DKW F91 Universal, werd van 1956 tot 1958 geproduceerd. De achterbank was inklapbaar, waardoor een volledig vlakke vloer ontstond die tot 440 kg kon dragen. De laadruimte was toegankelijk via een achterklep die uit twee verticale deuren bestond die naar de zijkanten opengingen. De wagen had voorwielaandrijving, hydraulische trommelremmen op de vier wielen en een driecilinder tweetaktmotor met een cilinderinhoud van 900 cc en een vermogen van 38 pk. Hoewel de motor, transmissie en een deel van de carrosserie geïmporteerd werden, bestond de wagen reeds voor 42% uit lokaal geproduceerde auto-onderdelen.
In 1957 kreeg de wagen een aantal aanpassingen, waaronder een toename van het motorvermogen tot 40 pk en een achterklep in twee delen die voortaan horizontaal opengingen. Verder kreeg de wagen een aantal chromen sierlijsten en tweekleurig lakwerk. Er werden ongeveer 1500 exemplaren gebouwd.
In 1958 volgde de Vemaguet stationwagen, gebaseerd op de DKW F94 Universal die aanvankelijk nog steeds aangedreven werd door de driecilinder tweetaktmotor van 900 cc met 40 pk. In 1959 werd een grotere motor van Braziliaanse makelij met een cilinderinhoud van 1000 cc en een vermogen van 44 pk geïntroduceerd. Een facelift in het najaar van 1963 resulteerde in de Vemaguet 1001 die niet langer zelfmoordportieren had maar portieren die aan de voorzijde scharnierden. In 1965 werd de wagen omgedoopt tot Vemaguet Rio. Bij een tweede facelift eind 1966 kreeg de auto, die nu Vemag 1967 heette, een nieuwe voorkant met dubbele koplampen.
Tussen 1962 en 1964 was er de Caiçara, een eenvoudiger uitgeruste versie van de Vemaguet uit 1958 met de kleinere 900 cc motor. Hiervan werden 1173 exemplaren gebouwd. Van de Pracinha, de opvolger van de Caiçara, werden van 1965 tot 1967 in totaal 6750 exemplaren geproduceerd.
In 1958 verscheen de Belcar, een vierdeurs sedan die ook gebaseerd was op de DKW F94. Deze wagen, die aanvankelijk de Grande Vemag 900 genoemd werd, kreeg in 1959 ook de grotere motor. Vanaf de facelift in het najaar van 1963 heette hij 1001 en vanaf 1965 Belcar Rio. Bij de facelift voor het modeljaar 1967 kreeg ook deze auto, die nu Belcar 67 heette, dubbele koplampen. In totaal werden er ongeveer 52.000 Belcars gebouwd.
In 1961 waren er plannen voor een groter model. Carrozzeria Fissore ontwierp de carrosserie en presenteerde in 1962 een prototype: een elegante tweedeurs sedan met vier koplampen en slanke dakstijlen die voor een groot glasoppervlakte zorgden. De carrosserielijn leek sterk op die van de DKW F102, maar onderhuids gebruikte de wagen nog steeds hetzelfde chassis en dezelfde mechaniek van de Belcar. In juni 1963 ging de wagen in productie als de Fissore met een driecilindermotor met een cilinderinhoud van 981 cc die 50 pk ontwikkelde. Er werden slechts 2489 exemplaren van de Fissore gemaakt.
Een voertuig met vierwielaandrijving dat gebaseerd was op de DKW Munga was beschikbaar van 1958 tot 1960 als de Jipe, van 1959 tot 1960 als de Jipe 1000 en van 1960 tot 1963 als de Candango 4. De Candango 2 met voorwielaandrijving werd aangeboden van 1960 tot 1963. Er zijn ongeveer 7848 exemplaren van deze modellen gemaakt.
| Merk      | Naam                                            | Oorspronkelijke naam | Oorsprong          | Type         | Jaren     | Afbeelding |
| --------- | ----------------------------------------------- | -------------------- | ------------------ | ------------ | --------- | ---------- |
| DKW-Vemag | Camioneta                                       | DKW F91 Universal    | Duitsland          | stationwagen | 1956-1958 |            |
| DKW-Vemag | Jipe Jipe 1000 Candango 4                       | DKW Munga            | Duitsland          | terreinwagen | 1958-1963 |            |
| DKW-Vemag | Candango 2                                      | DKW Munga            | Duitsland          | terreinwagen | 1960-1963 |            |
| DKW-Vemag | Belcar Belcar 1001 Belcar Rio Belcar 67         | DKW F94              | Duitsland          | sedan        | 1958-1967 |            |
| DKW-Vemag | Vemaguet Vemaguet 1001 Vemaguet Rio Vemaguet 67 | DKW F94 Universal    | Duitsland          | stationwagen | 1958-1967 |            |
| DKW-Vemag | Caiçara Pracinha                                | DKW F94 Universal    | Duitsland          | stationwagen | 1962-1967 |            |
| DKW-Vemag | Fissore                                         | DKW F94              | Duitsland Brazilië | sedan        | 1964-1967 |            |

## Trivia
In 2006, precies 50 jaar nadat de eerste in Brazilië geproduceerde auto's van de band liepen, werden de voormalige productiefaciliteiten van Vemag gesloopt om plaats te maken voor de uitbreiding van een winkelcentrum.